# كوميديا جنسية

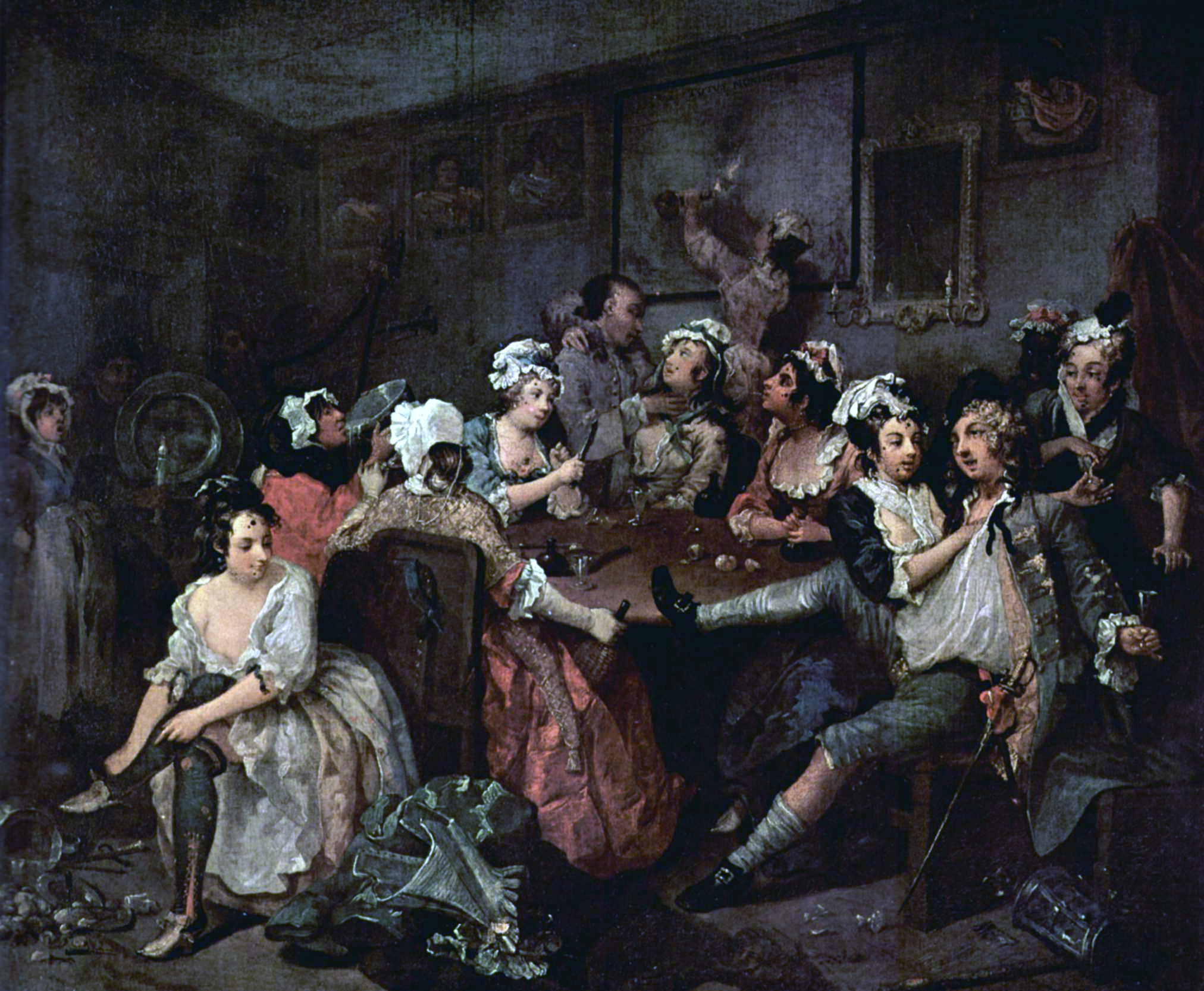
الكوميدية الجنسية، والتي ترتبط بالمواقف الكوميدية المقترنة بالمواقف الجنسية والعلاقات الحميمية.

كوميديا جنسية أو كوميديا مثيرة هي النوع الذي تكون فيه الكوميديا مدفوعة بالمواقف الجنسية وشؤون الحب. على الرغم من أن «الكوميديا الجنسية» هي في الأساس وصف لأشكال درامية مثل المسرح والسينما،إلا أن الأعمال الأدبية مثل أعمال أوفيدوتشوسر يمكن اعتبارها كوميديا جنسية.